# Лямин, Борис Константинович
Борис Константинович Лямин (7 [20] августа 1913, Омск — 30 мая 2008, Санкт-Петербург) — главный конструктор первой в мире реактивно-всплывающей мины, лауреат Сталинской премии (1951 год).

## Биография
Родился 7 августа 1913 года в Омске, отец — бухгалтер, мать — домохозяйка.
После окончания школы-девятилетки с 1930 года работал инструментальщиком в слесарно-механической артели «Коммуна» и слесарем на омском заводе «Красный пахарь».
В 1931 году переехал в Ленинград, устроился слесарем на Ижорский завод. В 1932—1933 — студент Машиностроительного института (отраслевого вуза Ленинградского политехнического института). После 1-го курса как хорошо успевающий переведен в недавно образованный Военно-механическом институт на факультет морского оружия. В 1938 с отличием его окончил по специальности «Проектирование и производство минно-трального оружия»
По распределению направлен в Москву на завод № 239 (в то время — головной в области минного и трального оружия). Назначен сразу главным конструктором заводского КБ, которое предстояло создать с нуля. Руководил созданием якорной контактной мины «постоянного отстояния от поверхности воды» для использования в районах с приливоотливными явлениями (после начала войны работы по этой тематике были свёрнуты, а позднее потеряли актуальность).

### Военные годы
В начале июня 1941 года вместе с группой специалистов-минёров переведен в Ленинградское ЦКБ-36 (завод № 231), занимающееся вопросами минного и торпедного оружия. В конце того же месяца по мобилизации призван в ВМФ в учебный отряд подводного плавания, в августе 1941 года направлен на учёбу на Специальные курсы усовершенствования командного состава (СКУКС ВМФ) в минную группу кафедры минного, трального и противолодочного оружия.
В связи с угрозой блокады Ленинграда вместе с СКУКС эвакуирован в Астрахань. В феврале 1942 года окончил обучение и в звании военного техника 1-го ранга направлен в Минно-торпедное управление ВМФ в Москву. Там назначен на должность инженера отделения с присвоением воинского звания старший техник-лейтенант, занимался испытаниями минного оружия на Каспийском море и на Дальнем Востоке.
В сентябре 1943 года переведен в Ленинград в Научно-исследовательский испытательный минно-торпедный институт (НИМТИ ВМФ): инженер, старший инженер в звании инженер-капитан. Участвовал в испытаниях мин ПЛТ-Г и ЭП-Г (подлодочная трубная глубоководная и эскадренная подлодочная глубоководная) на Северном флоте, мины ЯМ (якорная малая) на Балтике, заместитель председателя приёмочной комиссии.

### Послевоенная деятельность
В 1945 назначен представителем от НИМТИ в Специальную экспедицию на Белое море. По итогам этой экспедиции создается «Руководство для применения якорных мин в горле и северной части Белого моря». Как участник этих работ в ранге заместителя председателя комиссии стал лауреатом Сталинской премии за 1951 год.
С июля 1946 в командировке в Германии, ведущий инженер, а затем начальник отдела минно-торпедного КБ ВМС. Одним из результатов этой работы было создание гидродинамического взрывателя для донной мины на основе немецкого гидродинамического приёмника «Доза».
В январе 1948 вернулся в свой институт, который вскоре был преобразован в НИИ № 3 (НИИ-3 ВМФ), в звании инженер-майор назначен на должность сначала старшего инженера, а затем начальника КБ.
С 1947 руководил научно-исследовательской работой (НИР) под кодовым названием «Камбала» (создание реактивно-всплывающей мины). В 1956 году государственные испытания мины «Камбала» (изделие 335) были успешно завершены. По их результатам мина, которая получила наименование «корабельная реактивная мина» (КРМ) была представлена к принятию на вооружение и к запуску в серийное производство.
В июне 1956 вернулся в НИИ-3 ВМФ на должность заместителя начальника отдела, через 3 месяца назначен главным конструктором отдела, а в апреле 1957 — начальником отдела, получил воинское звание инженер-полковник. В 1960 г. НИИ-3 ВМФ присоединили к только что организованному 28-му НИИ Министерства обороны. Там — заместитель начальника отдела, с 1964 года — начальник отдела.

### В запасе
В июле 1968 уволен в запас. Продолжил работу в институте в качестве вольнонаемного. В 1969 защитил кандидатскую диссертацию по совокупности работ Беломорской экспедиции и создания реактивно-всплывающей мины.
В августе 1970 перешёл в Военно-морскую академию на должность старшего научного сотрудника кафедры противолодочного и минно-торпедного вооружения. Работал там до октября 1995 года, когда в возрасте 82 лет вышел на пенсию.
Умер в Санкт-Петербурге 30 мая 2008 на 95-м году жизни.

## Семья
- Супруга — Ольга Васильевна
- Дети — Ирина и Константин